# Annie Ernaux

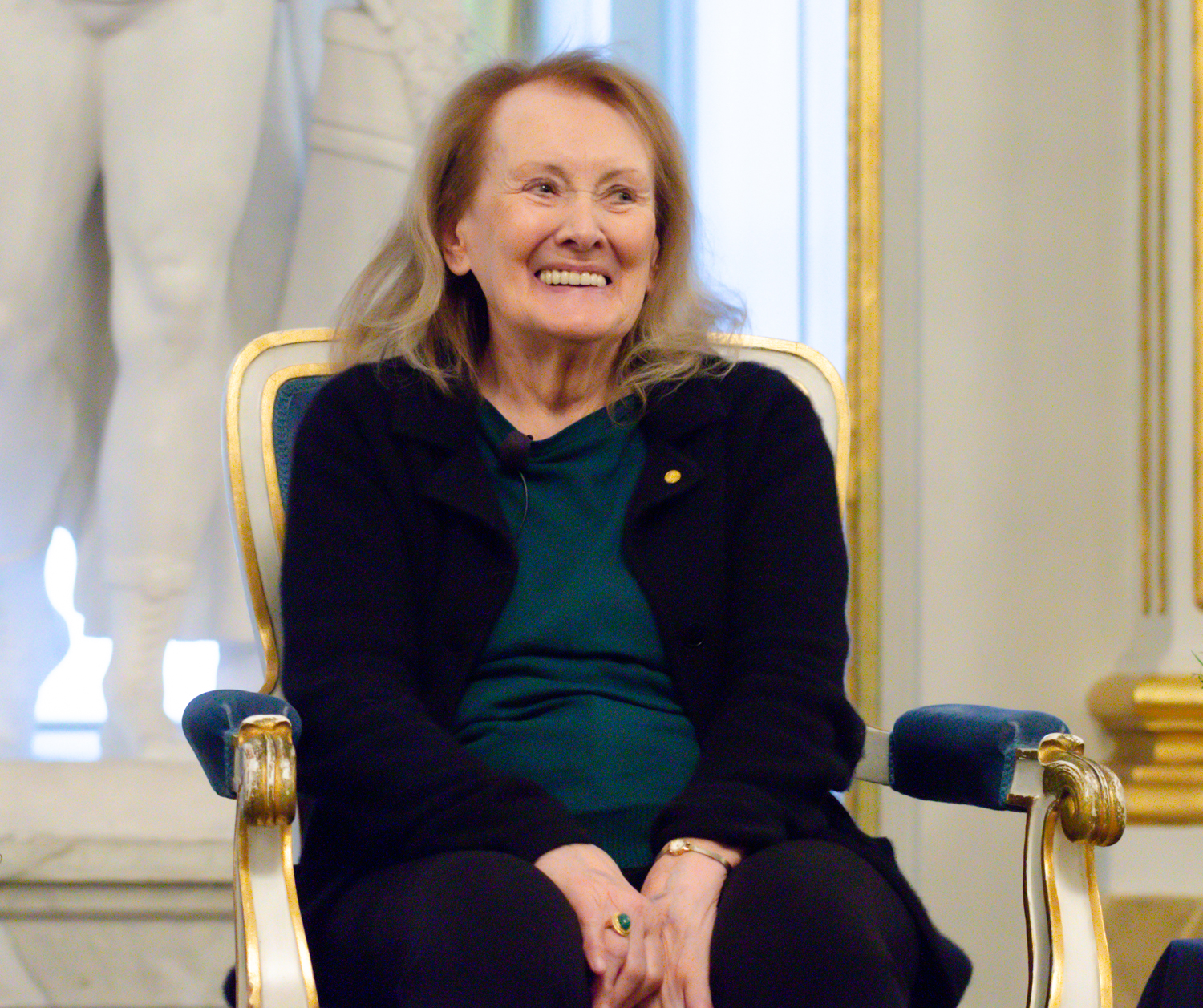
Annie Ernaux, i Börshuset på Svenska Akademien i Stockholm under Nobelveckan i december 2022.

Annie Thérèse Blanche Ernaux (franskt uttal: [ani ɛʁ'no]), född som Duchesne 1 september 1940 i Lillebonne i Normandie, är en fransk författare och professor i litteratur. Hon har publicerat ett tjugotal romaner på franska varav sju finns i svensk översättning. Som författare debuterade hon 1974 med Les armoires vides.
Författarens sociologiska perspektiv, ett kvinnlig fokus och en rak stil har medverkat till hennes popularitet. I Sverige har Kvinnan (efter Ernaux' Une Femme) haft framgång som teaterpjäs. År 2022 tilldelades hon Nobelpriset i litteratur.

## Biografi

### Bakgrund och familj
Annie Duchesne (Ernaux) växte upp i den lilla orten Yvetot i Normandie där hennes föräldrar med arbetarklassbakgrund startat ett kafé och en speceriaffär. Hon sattes i en kristet inriktad privatskola och hade goda studieresultat, en tid hon har skildrat i boken Skammen. Hon fortsatte att studera modern litteratur vid universiteten i Rouen och Bordeaux.
Efter avslutade studier undervisade hon i litteratur vid grundskolor och gymnasier. Hon gifte sig 1964 med Philippe Ernaux, och de har två barn.

### Författarskap

#### Stil
Större delen av Ernaux författarskap omfattar självbiografiska romaner med fokus på social rörlighet och identitet. Hennes stil präglas av "blandningen av sociologi, historia och minnen på ett avskalat språk fritt från egna känslor även om här finns ett jag". Den beskrivs av hennes själv som "écriture plate", en variant av "écriture blanche", ett begrepp som lanserades av författaren och filosofen Roland Barthes 1953 och som karakteriseras av minimalism och neutralitet. Hon beskriver på samma gång en individuell upplevelse av omvärlden och en erfarenhet som kan delas av alla.
Ämnen som Annie Erneaux behandlar i sin produktion inkluderar hennes äktenskap (La Femme gelée), sexualitet och kärlekshistorier (Se perdre, L'Occupation), sin yttre omgivning (Journal du dehors, La vie extérieure), erfarenhet av abort (L'Événement) och bröstcancer (L'Usage de la photo).

#### Tidiga verk, genombrott[12]
Ernaux debuterade 1974 med Les Armoires vides och inleder där utforskandet av sin normandiska bakgrund. Historien handlar om en socialt underlägsen studentska och hennes misslyckade romantiska affär men en studiekamrat från en högborgerlig miljö.
Ernaux vann Prix Renaudot 1984 för sin genombrottsbok La Place (svenska: Min far), en självbiografisk kortroman som fokuserar på relationen med fadern, erfarenheterna av att växa upp i en liten stad i Frankrike, att träda in i vuxenlivet och att lämna hembygden. Klassresan tar sin början med de högre studierna och lärarexamen. Båda föräldrarna beskrivs som kulturintresserade och med starkt skötsamhetsideal.
Une Femme (svenska: Kvinnan) från 1988 är en sorts pendang till La Place. Boken bjuder på en både bitsk och ömsint porträtt av moderns liv som självständig kvinna, hennes åldrande, insjuknande i Alzheimers sjukdom och död. Den har dramatiserats som monolog på svensk teaterscen, bland annat med Meg Westergren.

#### 1990- och 2000-talet
Sinnenas tid är en kort roman som skildrar ett intensivt passionerat förhållande med en gift man.
Skammen skildrar ett familjetrauma där fadern under ett vredesutbrott försökte döda modern. Samtidigt beskrivs uppväxtförhållanden i den lilla hemorten och tiden i den kristna skolan.
Med Åren fick Annie Ernaux större internationellt erkännande och hon tilldelades flera litterära priser. I den självbiografiska romanen utgår författaren från fotografier från barndomsåren till nutid och relaterade till dessa presenterar hon såväl sig själv som sina generationskamrater och samhället vid de aktuella tidpunkterna, deras placering i historien.
I En flickas memoarer återvänder författaren i minnet till 1958 och den första sexuella relationen till en man.

### Åsikter och aktiviteter
I en intervju beskriver hon sig själv som en politisk författare. I sitt hemland har hon tagit politisk ställning genom att bland annat stödja socialistpartiets kandidat i presidentvalet 2012, underteckna protester mot demonstrationsförbudet under undantagstillståndet efter attentaten i Paris 2015 och stödja proteströrelsen De gula västarna 2018. Hon har också uttryckt sitt stöd för den fransk-algeriska Houria Bouteldja, en frontfigur för Parti des indigènes de la République (PIR), ett parti som definierar sig som antirasistiskt och dekolonialt men av andra källor uppfattas som antifeministiskt, antisemitiskt och homofobt.
Hon har uttryckt stöd för den palestinska frihetskampen och beskrivit Israel som en apartheid-stat. Detta har kritiserats av Simon Wiesenthal-centret.

## Betydelse och i kulturen
Flera av Ernaux romaner har dramatiserats i Frankrike och en roman har filmatiserats. Kritiken av hennes verk var blandad under de första årens författarskap, men efter utgivningen av Les Années (Åren) 2008 har den varit mera odelat positiv och renderat författaren ett flertal priser. Hon har med sitt författarskap utgjort förebild för yngre franska författare såsom Didier Eribon och Édouard Louis med liknande klassbakgrund.
Ernaux har uppmärksammats med ett flertal litterära priser och utmärkelser för sina verk. Den 6 oktober 2022 meddelade Svenska Akademien att Ernaux fått Nobelpriset i litteratur "för det mod och den kliniska skärpa varmed hon avtäcker det personliga minnets rötter, främlingskap och kollektiva ramar."
L'Événement filmatiserades 2021, med Anamaria Vartolomei i huvudrollen. Filmen hade svensk premiär året efter, under titeln Omständigheter. På 2021 års filmfestival i Venedig belönades den med Guldlejonet. Dessförinnan har bland annat Passion simple blivit föremål för en filmatisering (2011).

## Priser och utmärkelser
- 1977 – Prix d'Honneur du roman, Ce qu'ils disent ou rien[29]
- 1984 – Prix Maillé-Latour-Landry de l’Académie française, La Place
- 1984 – Prix Renaudot, La Place[29]
- 2008 – Prix Marguerite-Duras, Les Années
- 2008 – Prix François Mauriac de la Région Aquitaine, Les années
- 2008 – Prix de la langue française för sin samlade produktion
- 2014 – Hedersdoktor vid l’université de Cergy-Pontoise
- 2016 – Prix Strega européen 2016, Les années
- 2017 – Prix Marguerite-Yourcenar 2017, décerné par la Société civile des auteurs multimédia för sin samlade produktion
- 2018 – Premio Ernest Hemingway di Lignano Sabbiadoro för sin samlade produktion
- 2019 – Premio Gregor von Rezzori 2019, Une femme
- 2019 – Prix Formentor
- 2019 – nominerad till Bookerpriset för Les Années[29]
- 2019 – Prix de l'Académie de Berlin
- 2022 – Nobelpriset i litteratur